# Neotrygon annotata
Neotrygon annotata és una espècie de rajada de la família dels dasiàtids, endèmica del nord d'Austràlia. Habita els mars poc profunds, els llits aquàtics submareals i els esculls de corall. Es troba amenacada per la pèrdua d'hàbitat.